# 러시아인
러시아인(러시아어: русские, russkiye) 또는 대러시아인(Great Russians)은 동슬라브족으로 러시아 연방의 핵심을 이루고 러시아어를 쓰고 주로 러시아와 인근 국가에서 산다. 또 다른 뜻으로는 러시아의 국민(시민권자)를 말한다. 보통은 동슬라브족에 속하는 러시아 민족을 가리키는 용어로 사용된다.

라트비아 러시아인의 기

## 용어 정의
러시아인을 가리키는 말로는 "루스키예"(русские)와 "로시야네"(россияне)가 있다. "루스키예"(русские)는 러시아 민족을 뜻하는 말로, 러시아, 우크라이나, 몰도바, 벨라루스 등 그들이 사는 나라, 그들이 러시아 연방의 시민권을 가지고 있는 것인지와 관계없이 민족성을 가지고 설명되는 말로 러시아 내의 소수 민족을 제외하는 말이다. "로시야네"(россияне)는 그들의 혈통과 관계없이 러시아의 시민권을 가진 사람을 가리키는 말로, 러시아 민족성을 가지고 있으나 러시아 국적을 갖지 않은 채 러시아 밖에서 사는 사람을 제외한다. 영어에서는 둘 다 구분 없이 "Russians"으로 번역한다.

## 역사
러시아인의 기원이 된 민족은 루스인으로, 4세기 - 5세기에 슬라브족이 동서남으로 갈라질 때 드니프로강에 정착한 동슬라브족과 병존했다. 루스인들은 753년에 스타라야라도가를 중심으로 루스 카간국을 형성하다가, 루스 카간국의 마지막 카간 류리크의 후계자인 올레그 베시 때부터는 키예프를 중심으로 하는 키예프 루스를 형성하였다. 이후 몽골에 의해 키예프 루스가 붕괴되자 루스인들은 킵차크 칸국의 지배를 받았으며, 1283년 모스크바 지역에 새로운 루스 공국인 모스크바 공국이 건국된 이후에는 모스크바 지역이 루스의 새로운 중심지로 성장하면서 킵차크 칸국의 지배에서 벗어났으며 오늘날 현대 러시아의 뿌리가 되었다.

## 문화
러시아 문화는 주되게는 다신론자였던 동슬라브족으로부터 시작했고 동유럽의 숲에서 독특한 삶을 이루었다. 또한 스칸디나비아에서 이주해 온 북게르만족의 일파인 루스인들도 러시아의 정체성과 키예프 루스라는 초기의 나라를 형성하는데 기여하였다. 이후 루스인들은 동로마 제국으로부터 988년에 기독교를 받아들였으며 이로 인해 루스의 문화에서 동슬라브족의 문화와 비잔틴 문화가 복합적으로 나타나게 된다. 1453년 콘스탄티노플의 몰락 이후 러시아 정교회는 세계에서 가장 큰 동방 정교회로 남아 동로마 제국과의 연속성을 주장하였다. 역사적으로 볼 때 표트르 대제가 유럽의 문화를 적극 수용함으로써 러시아는 유럽의 문화로부터 강한 영향을 받게 되었다. 20세기에는 마르크스 사상이 소련의 문화에 강한 영향을 끼쳤다.
러시아 문화는 여러 가지 측면에서 굉장히 다양하고 독특한 양상을 띈다. 오랜 역사와 예술에 있어서의 우수성, 특히 문학, 철학, 클래식 음악, 발레, 건축, 미술, 영화, 만화 등 모든 부분에서 세계 문화에 상당한 영향을 끼쳤다.
러시아의 대표적인 문학가로는 알렉산드르 푸시킨, 레프 톨스토이, 표도르 도스토옙스키, 안톤 체호프, 블라디미르 마야콥스키, 보리스 파르테르나크, 안나 아흐마토바, 이오시프 브로드스키, 막심 고르키, 블라디미르 나보코프, 미하일 숄로호프, 미하일 불가코프, 안드레이 플라토노프, 알렉산드르 솔제니친, 바를람 샬라모프 등이 있고, 유명한 작곡가로는 표트르 일리치 차이콥스키, 그와 동시대 사람인 모데스트 무소륵스키, 니콜라이 림스키코르사코프가 있다. 20세기 대표적인 음악가로는, 드미트리 쇼스타코비치, 세르게이 프로코피예프, 세르게이 라흐마니노프, 이고르 스트라빈스키, 게오르기 스비리도프, 알프레트 시닛케가 있다. 이 밖에도 많은 러시아인들이 다양한 예술 분야에서 두각을 나타냈다.

## 종교
거의 대부분 러시아 정교회를 믿는다. 러시아 정교회는 동방 정교회의 일파로 콘스탄티노플의 영향력에 있었다가, 동로마 제국이 오스만 제국에게 멸망되자, 러시아 정교회는 동방정교회에서 독립했다.
일부는 로마 가톨릭교회, 개신교나 다른 종교를 믿기도 하며, 북코카서스에선 이슬람교로 개종한 일부 러시아인들도 거주한다.

## 거주 국가
거의 대부분이 러시아에 거주한다. 러시아 이외에도 독립국가연합전역, 유럽, 아프리카, 아시아, 아메리카 등 전 세계에 분포한다.

## 외국의 러시아인

### 중국 러시아인(러시아족)
중국 러시아인은 중국의 56개 소수민족 가운데 하나이기도 하다.

### 일본 러시아인
일본 러시아인은 주로 홋카이도에 거주한다.

### 중앙아시아 러시아인
중앙아시아의 러시아인들은 20세기부터 지금의 중앙아시아로 이주하게 된 러시아인들이다. 소련 때부터 상업 등으로 이주가 시작되면서 카자흐스탄 북부에 많은 수의 러시아인들이 이주하기 시작했다. 비율상 카자흐스탄엔 30%의 러시아인들이 거주하고 있으며, 우즈베키스탄, 투르크메니스탄, 타지키스탄, 키르기스스탄에도 소수의 러시아인들이 거주하고 있다.

### 발트 러시아인
발트 러시아인들은 에스토니아, 라트비아, 리투아니아에 거주하는 러시아인이다. 에스토니아와 라트비아에 주로 거주한다. 에스토니아와 라트비아 인구의 절반을 차지한다.

### 우크라이나 러시아인
우크라이나 러시아인은 우크라이나 인구의 절반을 차지하는 민족이다. 주로 우크라이나 동부 지역과 남부 그리고 크림반도에 주로 거주하며, 거의 대부분이 러시아어를 사용한다.

### 중앙유럽 러시아인
중앙유럽 러시아인들은 소비에트 연방정부에서 이주한 사람들이 이주한 것으로 추정된다.

### 한국의 러시아인
대한민국과 조선민주주의인민공화국에서도 러시아인이 소수 존재한다. 한국의 러시아인들은 한국에서 매우 큰 소수 민족 그룹을 구성하지 않지만, 역사적으로는 일제강점기 이전으로 거슬러 올라간다.

## 같이 보기
- 동슬라브족
- 벨라루스인
- 우크라이나인
- 러시아계 미국인